# Klondike (flod)
Klondike är en biflod till Yukonfloden där den mynnar ut vid Dawson City i Yukon i nordvästra Kanada. Den har sin källa i Ogilvie Mountains. Guld hittades i flodens egna bifloder 1896 vilket skapade en guldrush. Guldet bryts än idag. Floden är 160 kilometer lång.